# De sjhat van sjhetterrooje Rackham
De sjhat van sjhetterrooje Rackham is een bijzonder stripverhaal uit 2009, dat past binnen de stripreeks De avonturen van Kuifje. Het album vertelt het verhaal van De schat van Scharlaken Rackham in het Oostends dialect. Naar aanleiding van deze uitgave werd De avonturen van Kuifje omgevormd tot D’aveteurn van Kuiftsje.

## Situering van het album
Samen met Et radsel van den Ainhoorn is De sjhat van sjhetterrooje Rackham  de opvolger van Et doenker ejland. Dat album uit 2007 was het eerste Kuifje-album dat werd uitgegeven in het Oostends dialect.

## Bijzondere gegevens
De sjhat van sjhetterrooje Rackham kreeg een dezelfde afbeelding op de kaft als de reguliere De schat van Scharlaken Rackham. Dit gebeurde in tegenstelling tot Et doenker ejland, dat wel een andere afbeelding kreeg. Bovendien bracht men een rood-witte stikker aan op de kaft met het opschrift In ’t Oostends. Het album werd uitgegeven in hardcover. In het album werd ook een woordenlijst opgenomen, evenals een verduidelijking over spelling en uitspraak.

## Luxe-editie
Er werd eveneens een luxe-editie uitgegeven, met een oplage van 2.500 exemplaren. Deze heeft een lichtjes verschillende afbeelding op de kaft. Ook werden de exemplaren van de luxe-editie gesigneerd door vertaler Roland Desnerck, waren ze voorzien van een zegel van de stad Oostende en hadden ze eventueel een stempel van Oostende voor Anker.